# Kingman (Arizona)
Kingman ist eine Stadt im Mohave County im US-Bundesstaat Arizona und zugleich Verwaltungssitz (County Seat) des Countys. Das U.S. Census Bureau hat bei der Volkszählung 2020 eine Einwohnerzahl von 32.689 ermittelt.

## Lage
Kingman liegt am östlichen Rand der Mojave-Wüste im äußeren Nordwesten Arizonas an der historischen Route 66. Die Stadt bildet zudem an der Kreuzung von Interstate 40, U.S. Highway 93 und Arizona State Route 66 einen wichtigen Verkehrsknotenpunkt vor der Spielerstadt Las Vegas und Laughlin.
Kingman ist von einem gemäßigten bzw. kontinentalen Wüstenklima (BWk) geprägt, typisch für die Höhenlage und Entfernung zum Ozean. Die Sommer sind tagsüber sehr heiß und trocken mit Temperaturen bis zu 45 °C, ähnlich zu Ortschaften in niedrigeren Lagen, nachts können die Temperaturen allerdings drastisch fallen. Die Winter sind tagsüber mild, fallen nachts allerdings meist unter den Gefrierpunkt.

## Geschichte
Im Oktober 1857 passierte der Offizier Edward Fitzgerald Beale auf der Suche nach einem geeigneten Treck entlang des 35. Breitengrades erstmals die Gegend um das heutige Kingman. Die von ihm erkundete Wegstrecke sollte später auch als sogenannte Beale Wagon Road bekannt werden.
In den folgenden Jahren wurde in den umliegenden Bergen Gold und Silber gefunden, was einen verstärkten Zuzug von Menschen zur Folge hatte. Im Verlauf dieser Entwicklung errichtete die Atlantic and Pacific Railroad Anfang der 1880er-Jahre eine Eisenbahnlinie zwischen Needles und Albuquerque. Auf der Höhe einer Ausweichstelle entstand schließlich 1882 im Hualapai Valley eine kleine Siedlung, die nach Lewis Kingman, dem Konstrukteur der Bahnlinie, benannt wurde.
Zunehmende Bedeutung erlangte das Städtchen im Jahre 1887, als der Verwaltungssitz des Mohave County hierher verlegt wurde. Besonders die umliegenden Minen trugen zu einem ständigen Wachstum Kingmans bei, das bis in die Jahre nach dem Ersten Weltkrieg anhielt. Mit dem Zweiten Weltkrieg erlangte die Stadt schließlich als Stützpunkt der U.S. Air Force Bedeutung.
Der landesweite Ausbau des Interstate-Netzes in den 1960er-Jahren hatte den Niedergang der alten Fernverkehrsverbindungen wie der Route 66 zur Folge. Der Verkehr rauschte nun auf der neuen Interstate 40 an Kingman vorbei und die Stadt geriet immer mehr ins Abseits. In den letzten Jahren wurde die sogenannte Mother Road jedoch zunehmend zu einem Anziehungspunkt für Touristen und Nostalgiker. Die verkehrsgünstige Lage zu den Ballungsräumen von Las Vegas und Phoenix, dem Grand Canyon sowie Kalifornien hat Kingman als Zwischenstopp für Touristen beliebt gemacht.

## Demographie
Im Jahre 2006 hatte Kingman 27.271 Einwohner. Bei der Volkszählung aus dem Jahr 2000 waren es noch 20.069 Einwohner, die sich auf 7.854 Haushalte und 5.427 Familien verteilten. Die Bevölkerungsdichte betrug 258,5 Einwohner/km². In 30,1 % der Haushalte lebten Kinder unter 18 Jahren. 89,94 % der Bevölkerung waren weiß, 9,25 % Latinos sowie 0,55 % afroamerikanischer und 1,98 % indianischer Abstammung. Das Durchschnittseinkommen betrug 34.086 US-Dollar pro Haushalt, wobei 11,6 % der Bevölkerung unterhalb der Armutsgrenze lebten.
| Jahr | Einwohner |
| ---- | --------- |
| 1980 | 9.257     |
| 1990 | 12.722    |
| 2000 | 20.069    |
| 2010 | 28.068    |
| 2020 | 32.689    |

## Verkehr

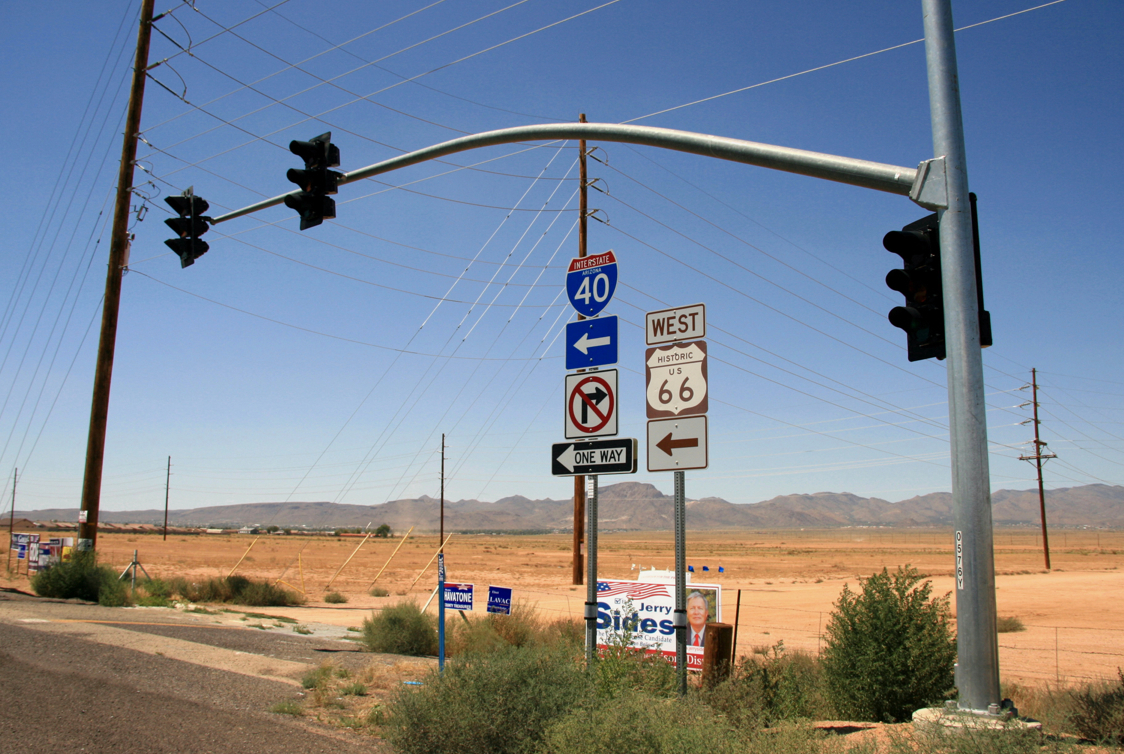
Eine Straßenkreuzung an der Route 66 (AZ 66)

Blick auf den alten Wasserturm am Bahnhof

### Straßenverkehr
In Kingman kreuzen sich mehrere Schnellstraßen. In unmittelbarer Nähe des Ortskerns treffen die Interstate 40, der U.S. Highway 93 und die Arizona State Route 66 aufeinander. Die Stadt ist somit ein wichtiger Verkehrsknotenpunkt zwischen dem Grand Canyon, Flagstaff, Phoenix, dem südlichen Nevada und Südkalifornien.
Die Arizona State Route 66 verläuft auf einem Teilabschnitt der historischen Route 66 und erfreut sich daher bei Touristen und Nostalgikern besonderer Beliebtheit. Die AZ 66 beginnt in Kingman und trifft in Seligman wieder auf die I-40, wobei sie teilweise das Gebiet der Hualapai Indian Reservation durchquert. Die Straße konnte einige Überbleibsel aus ihrer Blütezeit bewahren. Alte Hinweisschilder, Tankstellen und Motels machen die Fahrt durch das weitläufige Wüstengebiet zu einem abwechslungsreichen Erlebnis.

### Schienenverkehr
Die Geschichte der Stadt ist eng mit der Eisenbahn verbunden. Kingman entstand 1882 an einer Ausweichstelle für Züge. Die Santa Fe Railway errichtete 1907 den ersten Bahnhof. Heute liegt die Ortschaft an der Bahnlinie von Flagstaff nach Needles. Die Strecke wird heute von der BNSF unterhalten und ist ein bedeutender Korridor im Güter- und Personenverkehr zwischen dem Mittleren Westen und Kalifornien.
Der örtliche Bahnhof wird von Amtrak-Zügen bedient. Der Southwest Chief verkehrt auf der Route Chicago–Kansas City–Albuquerque–Los Angeles und hält je Fahrtrichtung einmal täglich in Kingman. Laut aktuellem Fahrplan halten die Züge an der Kingman Amtrak Station in beiden Richtungen nur nachts und nur bei Bedarf. Durch eine Busverbindung der Thruway Motorcoach besteht außerdem Anschluss nach Laughlin und Las Vegas.

### Luftverkehr
Über den Kingman Airport war die Stadt ebenfalls zeitweise per Flugzeug zu erreichen. Die Great Lakes Airlines bot ab Sommer 2009 Direktflüge nach Farmington und Ontario an, die jedoch (2015) nicht mehr betrieben werden. Nach der Pleite der Air Midwest besaß der kleine Regionalflugplatz vorübergehend keinen regelmäßigen Passagierservice.
Das Kingman Army Airfield Museum ist mittlerweile geschlossen. Die Ausstellung beherbergte eine Sammlung von Militärflugzeugen aus der Zeit des Zweiten Weltkriegs. Auf dem Gelände des Flugplatzes werden außerdem von den Airlines nicht mehr benötigte Flugzeuge abgestellt.

## Sehenswürdigkeiten

Mohave County Court House

Downtown Kingman

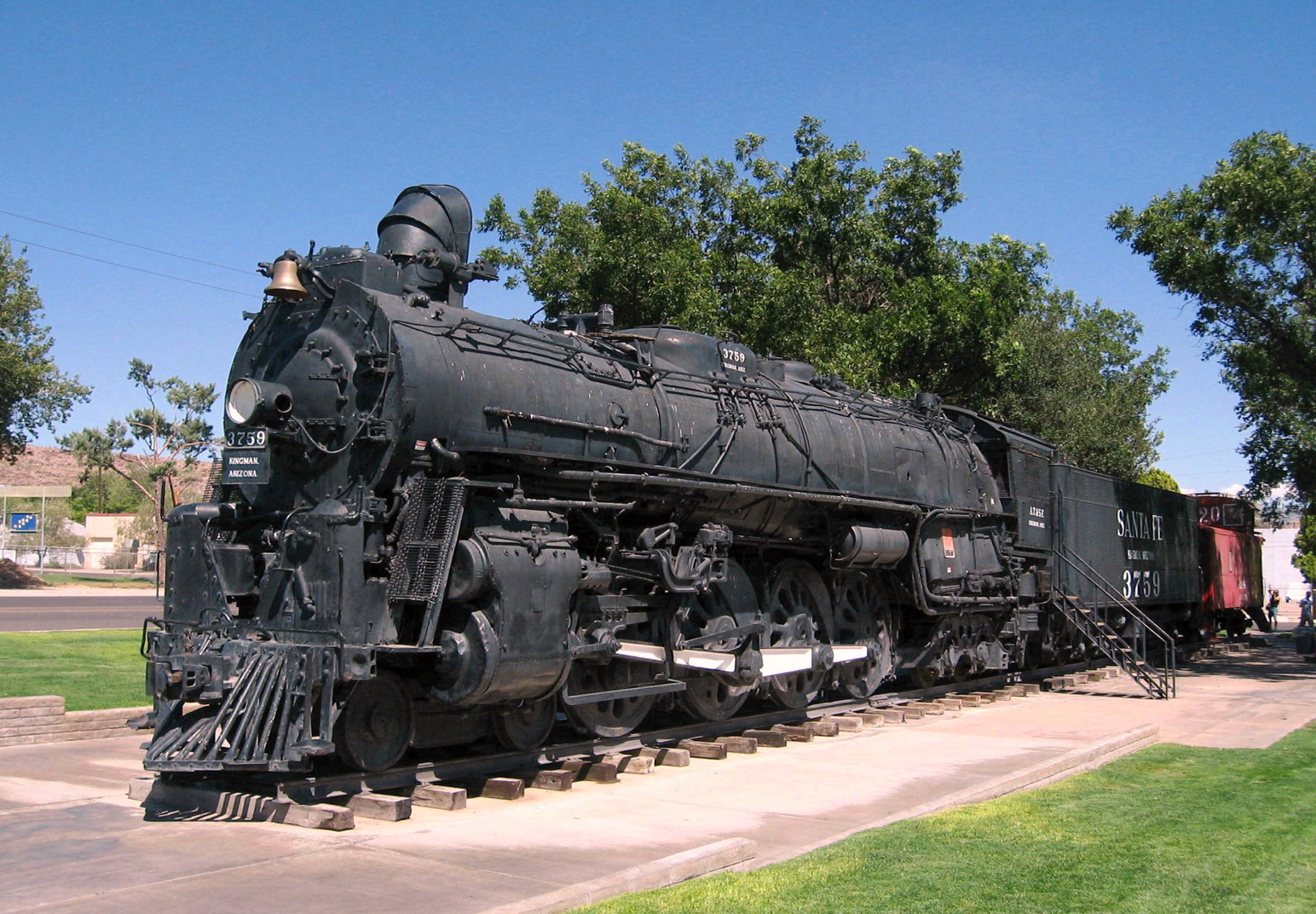
Im Locomotive Park

### Innerorts
Die Anzahl der Sehenswürdigkeiten in Kingman ist überschaubar. Das Visitor Center ist im alten Powerhouse an der Andy Devine Avenue untergebracht und informiert über die lokalen Attraktionen. Besonders erwähnenswert sind hierbei:
- Downtown Kingman, der alte Stadtkern um das Mohave County Court House herum gelegen. Neben der St. Mary’s Church sind etwa 60 weitere historische Gebäude aus der Anfangszeit des Orts erhalten.
- Das historische Hotel Beale an der Andy Devine Avenue gegenüber dem Bahnhof. Der Schauspieler Andy Devine verbrachte hier seine Kindheit.
- Das 1915 erbaute Bonelli House im Stile englischer Landhausarchitektur an der 5th Street.
- Das Route 66 Museum im Powerhouse, es informiert über Geschichte und Gegenwart der alten Fernstraße Route 66, die einst von Chicago nach Los Angeles führte.
- Der Locomotive Park, wo seit 1957 die historische Dampflokomotive Nr. 3759 der Santa Fe Railway ausgestellt ist. Sie wurde 1928 gebaut und befuhr mehr als 20 Jahre lang die Strecke zwischen Kansas City und Los Angeles.
- Das Mohave Museum of History & Arts in der Beale Street gibt einen Einblick in die Geschichte und Kultur der Gegend.

### Umgebung
Die Gegend um Kingman besteht meist aus trockener Wüste und ist daher sehr karg. In unmittelbarer Nähe der Stadt lohnen dennoch folgende Umwege:
- Das ehemalige Camp Beale Springs etwa 2 Meilen (3 km) westlich der Stadt, eine verfallene Siedlung, die zunächst von Indianern bewohnt wurde und im 19. Jahrhundert als Fort diente.
- Der Hualapai Mountain Park, ein Erholungsgebiet ca. 12 Meilen (19 km) südlich der Stadt. Neben verschiedenen Freizeitaktivitäten wie Wandern und Campen kann man mit etwas Glück auch die seltenen Berglöwen beobachten.
- Die historische Route 66, sie verläuft außerhalb Kingmans durch dünnbesiedeltes Wüstengebiet und konnte einige Überbleibsel aus ihrer Blütezeit erhalten. Der Abschnitt östlich von Kingman ist heute Teil der AZ 66.

## Kingman in Kunst und Medien

### In Film und Fernsehen
In Kingman fanden Dreharbeiten zu mehreren Filmen statt, darunter:
- Asphaltrennen (1971)
- Universal Soldier (1992), Szenen zu dem Film von Roland Emmerich wurden unter anderem in Crazy Fred’s Truck Stop gedreht.
- Mars Attacks! (1996), in der Anfangssequenz des Science-Fiction-Films sind die Hualapai Mountains in der Nähe der Stadt zu sehen.
- Fear and Loathing in Las Vegas (1998), wurde unter anderem am Flugplatz Kingman gedreht.
- Zoom (2006), eine Szene entstand im örtlichen Wendy’s-Restaurant.

Namentlich erwähnt wird die Stadt ebenso in:
- Otis, einer Episode der Fernsehserie Prison Break, in der LJ Burrows Jr. (Marshall Allman) in ein Gefängnis in Kingman gebracht wird.
- Der Träumer und die Parasiten, einer Episode der Fernsehserie Die Sopranos, in der Anthony Soprano (James Gandolfini) von einem Vorfall mit einem Mann aus Kingman träumt.
- The Big Bang Theory, in Episode 160 (1. Episode der 8. Staffel) endet Sheldons Eisenbahnreise durch die USA nach 45 Tagen in Kingman, da man ihn im Schlafwagen aller Habseligkeiten beraubt hat.

### In der Musik
Kingman wird ebenfalls in dem Lied Route 66 genannt. Es wurde 1946 von Bobby Troup komponiert und im selben Jahr von Nat King Cole erstmals vorgestellt. Mittlerweile existieren dutzende Coverversionen des Liedes, darunter auch von den Rolling Stones.

### Sonstiges
Pamela Anderson veranstaltete 1992 eines ihrer Playboy-Fotoshootings an der Ecke von 4th Street und Andy Devine Avenue (Route 66) und wurde daraufhin zum Kingman Police Department gebracht.

## Berühmte Einwohner
- Der Schauspieler Andy Devine (1905–1977) wuchs in Kingman auf, wo sein Vater 1906 das Hotel Beale eröffnete. Eine Straße der Stadt wurde in Andy Devine Street umbenannt, sie ist zugleich Teil der Route 66.
- Joe Hart (1944–2022), Politiker und Arizona State Mine Inspector, wurde hier geboren.